# Bosquerola de Louisiana
La bosquerola de Louisiana (Parkesia motacilla) és un moixó de la família dels parúlids (Parulidae) que habita al continent americà.

## Morfologia
- Fa uns 14 cm de llargària i pesa uns 20 grams.
- Parts superiores brunes i inferiors blanquinoses, amb fines estries. Cella (o llista superciliar) blanquinosa.
- Bec fi i cua curta.

## Hàbitat i distribució
Viu als boscos, freqüentment de ribera. D'hàbits migradors, cria al terç oriental dels Estats Units i passa l'hivern a les Antilles, i des de l'est, oest i sud de Mèxic i Amèrica Central fins a l'oest de Colòmbia i Veneçuela.